# Гурриа, Хосе Анхель
Хосе́ А́нхель Гурри́а Треви́ньо (исп. José Ángel Gurría Treviño; 8 мая 1950, Тампико, Мексика) — пятый генеральный секретарь Организации экономического сотрудничества и развития (ОЭСР) с момента её создания.
Родился в семье банкира. В 1972 году окончил экономический факультет Национального автономного университета Мексики, в 1974 году — аспирантуру Лидского университета (Великобритания), Гарвардского университета и Университета Южной Калифорнии (США).
С 1979 года работал в Министерстве финансов Мексики, участвовал в переговорах по вопросам внешней задолженности страны.
В 1989—1992 годах — заместитель министра финансов Мексики, а в 1992—1993 — председатель правления Национального банка внешней торговли Мексики.
Репутацию одного из крупнейших в мире финансистов Анхель Гурриа заработал после того, как в декабре 1994 года вывел Мексику из тяжелейшего экономического кризиса (тогда задолженность составляла 28 млрд долларов). В 1994 году занял пост министра иностранных дел страны (до 1998 года), после чего до 2000 года был министром финансов. Журнал «Евромани» в 1999 году назвал Анхеля Гурриа лучшим министром финансов, а журнал «Уорлд линк», издаваемый форумом в Давосе, министром финансов «идеального правительства».
В ноябре 2005 года избран генеральным секретарём ОЭСР и в июне 2006 года вступил в должность, в которой пробыл три срока — до 1 июня 2021 года.